# Eurowings
Eurowings é uma companhia aérea baixo custo alemã sediada em Düsseldorf, parte do Grupo Lufthansa, operando voos internacionais e serviços domésticos

## História
A empresa foi fundada em 1992 e iniciou suas operações em 1 de Janeiro de 1994. Foi formada pela união da "NFD Luftverkehrs AG" da cidade de Nuremberg (fundada em 1975) e "RFG Regionalflug", de Dortmund (fundada em 1976). Desde 13 de agosto de 2011, a Grupo Lufthansa é a única acionista da Eurowings.

## Frota
Consiste nas seguintes aeronaves :
| Aeronave               | Ativo | Ordens | Passageiros | Passageiros | Passageiros | Notas                                                                       |
| Aeronave               | Ativo | Ordens | C           | Y           | Total       | Notas                                                                       |
| ---------------------- | ----- | ------ | ----------- | ----------- | ----------- | --------------------------------------------------------------------------- |
| Airbus A319-100        | 46    | 5      | 09          | 132         | 144         | Transferidos da Germanwings.                                                |
| Airbus A319-100        | 46    | 5      | 09          | 144         | 156         | Transferidos da Germanwings.                                                |
| Airbus A320-200        | 47    | 2      | 12          | 162         | 174         | —                                                                           |
| Aviões Alugados        |       |        |             |             |             |                                                                             |
| Airbus A330-200        | 7     | —      | 21          | 289         | 310         | A operar pela SunExpress                                                    |
| Airbus A330-300        | 1     | 1      | 21          | 289         | 310         | A operar pela Brussels Airlines Vão voltar para a Brussels Airlines em 2019 |
| Bombardier Dash 8 Q400 | 19    | 1      | —           | 76          | 76          | alugado da Luftfahrtgesellschaft Walter                                     |
| TOTAL                  | 120   | 13     |             |             |             |                                                                             |